# Wolffogebia
Wolffogebia is een geslacht van kreeftachtigen uit de klasse van de Malacostraca (hogere kreeftachtigen).

## Soorten
- Wolffogebia annandalei Sakai & Lheknim, 2014
- Wolffogebia giralia (Poore & Griffin, 1979)
- Wolffogebia heterocheir (Kemp, 1915)
- Wolffogebia inermis Sakai, 1982
- Wolffogebia nhatrangensis Ngoc-Ho, Ngoc-Dung & Phi-Hung, 2001
- Wolffogebia phuketensis Sakai, 1982